# Collier (Pennsylvania)
Collier  è una township degli Stati Uniti d'America, nella contea di Allegheny nello Stato della Pennsylvania. Secondo il censimento del 2000 la popolazione è di 5.265 abitanti.

## Società

### Evoluzione demografica
La composizione etnica vede una prevalenza della razza bianca (98,06%) seguita da quella afroamericana (0,74%).
| township di Collier Popolazione |       |
| 2000                            | 5.265 |
| Stima al 01-07-07               | 6.332 |